# Mohunia ventrospina
Mohunia ventrospina är en insektsart som beskrevs av Chen och Li. Mohunia ventrospina ingår i släktet Mohunia och familjen dvärgstritar. Inga underarter finns listade i Catalogue of Life.